# Fritz Bendix

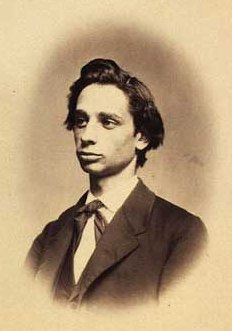
Fritz Bendix

Fritz Emil Bendix (* 12. Januar 1847 in Kopenhagen; † 6. März 1914 ebenda) war ein dänischer Musiker.

## Leben
Er ist der Bruder des Pianisten Otto Bendix (1845–1904) und des Komponisten und Dirigenten Victor Bendix (1851–1926).
Bendix begann im Jahr 1864 sein Studium und wandte sich später verstärkt der Musik zu, vor allem dem Spiel des Violoncello. Seine Lehrer waren Frederik Rauch und Franz Xaver Neruda in Kopenhagen sowie Friedrich Grützmacher in Dresden. Von 1866 bis 1871 blieb er in Deutschland und hielt sich in Meiningen und Kassel auf. Er trat auch als Solist und in Kammermusik-Besetzungen auf. Von 1871 bis 1906 war er Mitglied an Det Kongelige Teater in Kopenhagen, seit 1887 auch Orchesterleiter.
Er verfasste das Kinderlieder-Buch Børnesange (1893) und seine Memoiren Af en Kapelmusikers Erindringer (1913). Im Jahr 1884 schrieb er einen Akt für das am Königlichen Theater aufgeführte Stück Efter Prøven. Unter dem Pseudonym Carsten Holst erschien das Schauspiel En Hustru.
Fritz Bendix war der erste Däne, der ein Gemälde des Malers Vincent van Gogh erwarb. Dabei handelt es sich um ein im Garten der Nervenheilanstalt von Saint-Rémy entstandenes Bild. Bendix wollte das Bild im Jahr 1910 an das Staatliche Kunstmuseum Kopenhagen und das Nationalmuseum Oslo verkaufen, die das Angebot aber beide ablehnten.
Bendix war zweimal verheiratet. Aus der ersten Ehe mit der Deutschen Anna Eugenie Heusinger (* um 1850–1940) entsprangen die drei Kinder Margarethe, Emanuel und Carl. In zweiter Ehe heiratete er Thora Bendix, geborene Sundberg (1863–1942), mit der er eine weitere Tochter hatte.
Er gilt als das Vorbild, das die Figur des Alex Stephenson in Karl Gjellerups Roman Seit ich zuerst sie sah (1889) inspiriert hat. Der spätere Literaturnobelpreisträger Gjellerup, ein dänischer Landsmann, hatte nach Bendix’ Scheidung dessen erste Frau Eugenie geheiratet.
Bendix starb 1914 in seiner Heimatstadt Kopenhagen.